# اونو آیشلزهایم
اونو آیشلزهایم (انگلیسی: Onno Eichelsheim; زادهٔ ۱۹۶۶) ارتشبد خلبان نیروی هوایی سلطنتی هلند است، که از مارس ۲۰۲۲ به‌عنوان رئیس دفاع هلند فعالیت می‌کند.
آیشلزهایم فعالیت نظامی را از سال ۱۹۸۶ در نیروی هوایی هلند آغاز کرد، از ۲۰۱۱ تا ۲۰۱۳ فرماندهی هلیکوپترهای دفاعی را برعهده داشت، در فاصله سال‌های ۲۰۱۶ تا ۲۰۱۹ مدیر سرویس اطلاعات و امنیت نظامی هلند بود، از ۲۰۱۹ تا ۲۰۲۱ به‌عنوان فرمانده نیروی هوایی سلطنتی هلند فعالیت می‌کرد و از ۲۰۲۱ تا ۲۰۲۲ جانشین رئیس دفاع هلند بود.